# Terror Squad
Terror Squad er en Hip Hop gruppe fra U.S.A.. Gruppen består bl.a. af Fat Joe. Gruppen havde et gennembrud med hittet "Lean Back".

## Diskografi
- The album (1999)
- True story (2004)

| Musikgruppe | Spire Denne artikel om en amerikansk musikgruppe er en spire som bør udbygges. Du er velkommen til at hjælpe Wikipedia ved at udvide den. |